# 佐藤絵里香
佐藤 絵里香（さとう えりか・1998年〈平成10年〉3月8日 - ）は、日本の女性アイドルで、祭囃子系アイドルユニット『JAPANARIZM』のメンバーである。
静岡県浜松市出身。プリュ所属。愛称は「えり茶（えりちゃ）」。

## 略歴
2015年4月13日よりシャイニングウィル所属のアイドルグループ『Ru:Run』（ルーラン、当初の表記はRuRian）のメンバーとして活動開始。その後2016年3月26日に福岡県のアイドルユニット『流星群少女』と合体し、『全力少女R』に改名。同年4月23日開催の「神LIVE Vol.13　～ブチ抜き8時間アイドルだらけの春祭り～」（於：東京キネマ倶楽部）で全力少女Rとしての初ステージを飾った。全力少女Rでは6枚のシングルと3枚のアルバムなどを発表した後、2021年9月23日をもって解散となる。
その後シャイニングウィルからプリュに事務所を移籍し、2022年1月1日にアイドルグループ『JAPANARIZM』への加入を発表。同年1月3日、新宿ReNYで行われた「あけましてジャパナリズム!」公演でJAPANARIZMメンバーとして初お披露目された。

## 人物
- 4人兄妹の末っ子[7]。10歳上の姉はAKB48の初代チームAメンバーで、後にSDN48のメンバーも務めた佐藤由加理[7][8]。
- 自身が7歳だった頃（2005年）にAKB48が結成されており、その影響でアイドルになることを夢見ていたという[1]。
- 内田眞由美（AKB48の第5期生）が経営する『焼肉IWA』で2020年9月からアルバイトをしている[9]。

### 全力少女R関連
- キャッチフレーズは「静岡県出身、お茶が好きなえり茶こと佐藤絵里香です」[10]。
- メンバーカラーはRu:Run時代から一貫して黄色であった[11][10][12]。
- 全力少女Rの背番号は「06」[12]。
- 2018年7月25日にZepp Tokyoで開催されたライブイベント「夏の天使かよ! ～天使かよ! 2周年スペシャル～」[注釈 1]に全力少女Rが出演した際、Zepp Tokyoの最寄駅だった青海駅を「青梅駅」と勘違いしてしまい、ライブの出番に間に合わなくなるという事態を引き起こした[注釈 2]。しかし最後の1曲にギリギリ間に合った為、出演後にはお仕置きされていたとのこと[14]。こうした経緯から後述の『タモリ倶楽部』に出演し、その珍事を語るまでに至った[15]。ちなみに姉の佐藤由加理も同様の間違いをしていたことが「ねとらぼエンタ」の記事にて明かされている[14]。
- 全力少女Rでは眼鏡姿でパフォーマンスすることが多く[2]、後述の『タモリ俱楽部』でも眼鏡姿で出演した。
- 全力少女Rになって間もない頃に足を疲労骨折した為、2か月ほどライブに出演出来ない時期があった[1][10]。
- 全力少女Rの同僚だった江室リカは2023年1月より同じプリュに所属する『Loulouchouchou』（ルルシュシュ）のメンバーとして活動しており[16]、2023年[注釈 3]と2025年[注釈 4]の絵里香の生誕祭にはLoulouchouchouもゲスト出演している。

### JAPANARIZM関連
- JAPANARIZMのメンバーカラーはミント。
- JAPANARIZMでは香椎ゆい・三葉まい・古湊まり・松村ひなと同期加入だったが[6]、加入から半年ほどで古湊と三葉が脱退。更に松村が2022年12月に[19]、香椎も2025年2月8日付で卒業[20]したため、佐藤のみが残る結果となった。
- 奥愛梨[注釈 5]卒業翌日の2025年2月9日から[20]、JAPANARIZMメンバーで最年長である。

## 出演
※佐藤単独での出演を記述。

### テレビ番組
- 全力坂（テレビ朝日）
  - 闇坂（くらやみざか・2017年11月22日未明放送[22]）
  - 観音坂（2017年12月1日未明放送[23]）
- タモリ倶楽部「山と海50kmの距離を超えて! 青梅と青海 間違えすぎ問題」（テレビ朝日・2019年4月20日未明放送） 
当時『HIGH SPIRITS』メンバーだった小室あいかと共演[15]。

### 配信
- 佐藤絵里香のgood night radio - YouTubeプレイリスト
（シャイニングウィル公式チャンネル・2020年4月 - 2021年3月、全44回）